# ジョルジュ・モレン
ジョルジュ・モレン（George Morren または Georges Morren、1868年7月20日 - 1941年11月21日）はベルギーの画家、版画家、彫刻家である。「新印象派」の画家の一人とされる。

## 略歴
アントウェルペンの裕福な穀物商人の息子としてアントウェルペンの郊外のEkerenに生まれた。家庭で芸術教育も受け、家族の友人であった画家のエミール・クラウスから絵を学び、兄の一人から教育を受けた。1888年にクラウスに勧められて、アントウェルペンの美術学校(Artesis Hogeschool)に入学したが、画一的な教育方法を嫌ってすぐに退学した。
1888年にパリに出て、絵を学び始め、1889年にアール・ヌーボーの芸術家、アンリ・ヴァン・デ・ヴェルデと知り合い、ヴァン・デ・ヴェルデの推薦で前衛的なベルギーの展覧会『20人展』に出展した。1890年から1892年の間にモレンはヴァン・デ・ヴェルデの影響を受けて、ジョルジュ・スーラによって始められた点描の技法の作品を制作した。
1893年から1900年まではイギリスでのアーツ・アンド・クラフツ運動を進めたウィリアム・モリスやウォルター・クレインの影響を受けて、宝飾デザインや日用品、壁紙のデザインも行った。この頃、アルフレッド・ロルやピエール・ピュヴィス・ド・シャヴァンヌ、ウジェーヌ・カリエール、アンリ・ジェルベクスといった画家の作品も学んだ。
1897年に結婚し、10年間、アントウェルペンに住んだ後、1910年にブリュッセルに移った。フランスのイヴリーヌ県のSaint-Germain-en-Layeの近くにも邸を持った。この場所はフランスの画家モーリス・ドニやピエール・ボナール、エドゥアール・ヴュイヤールらも近くに住んでいて、彼らのもとをしばしば訪れ、影響を受けた。点描の技法からは徐々に離れた。キュビズムや表現主義に移ることはなかった。
1926年からベルギーでの活動が主になり、ブリュッセルの画廊で展覧会を開き、報道では好評を得た。1930年代にも大きな回顧展を開き、1941年にブリュッセルで死去した。

## 作品

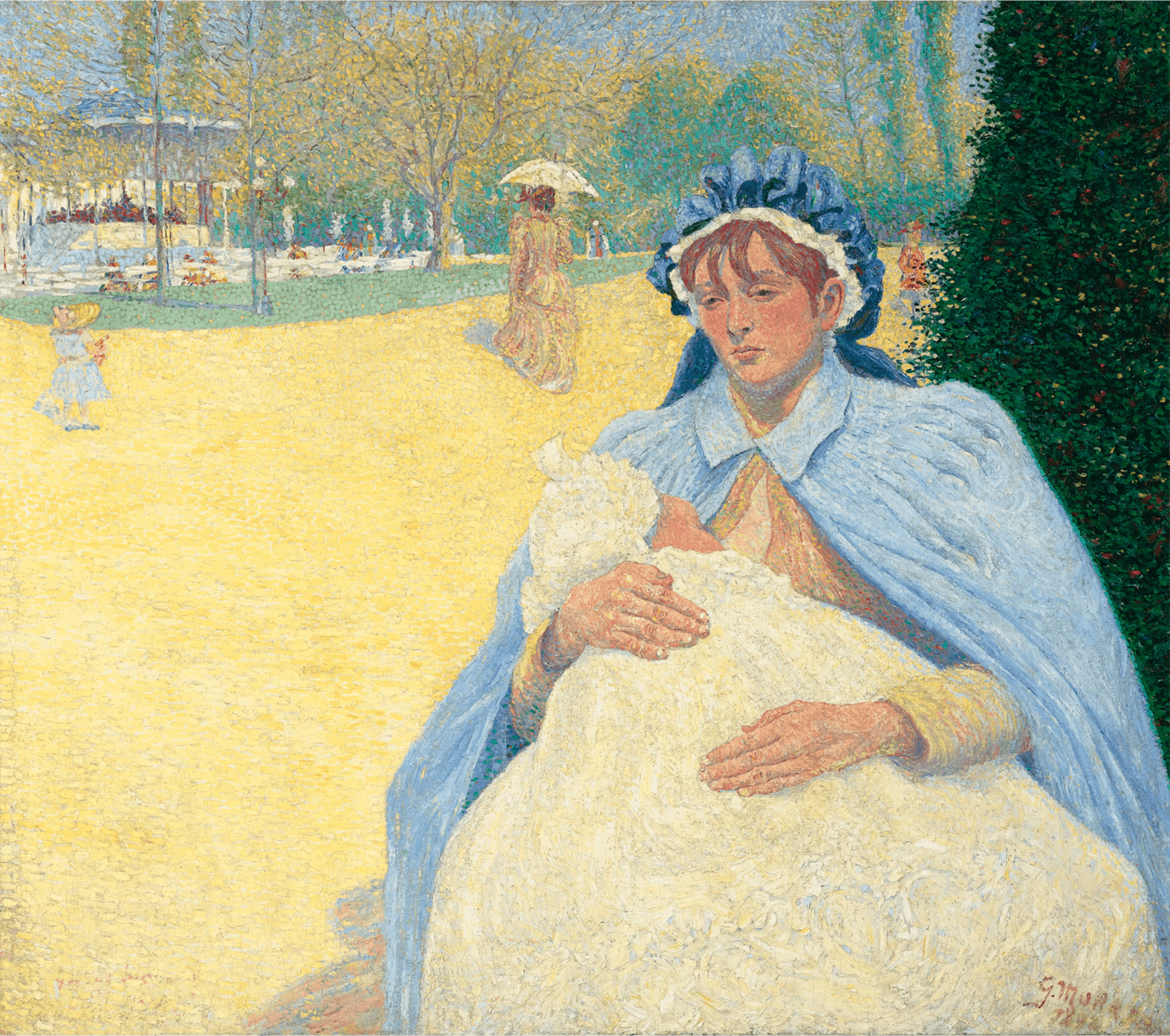
Le Renouveau (1892)
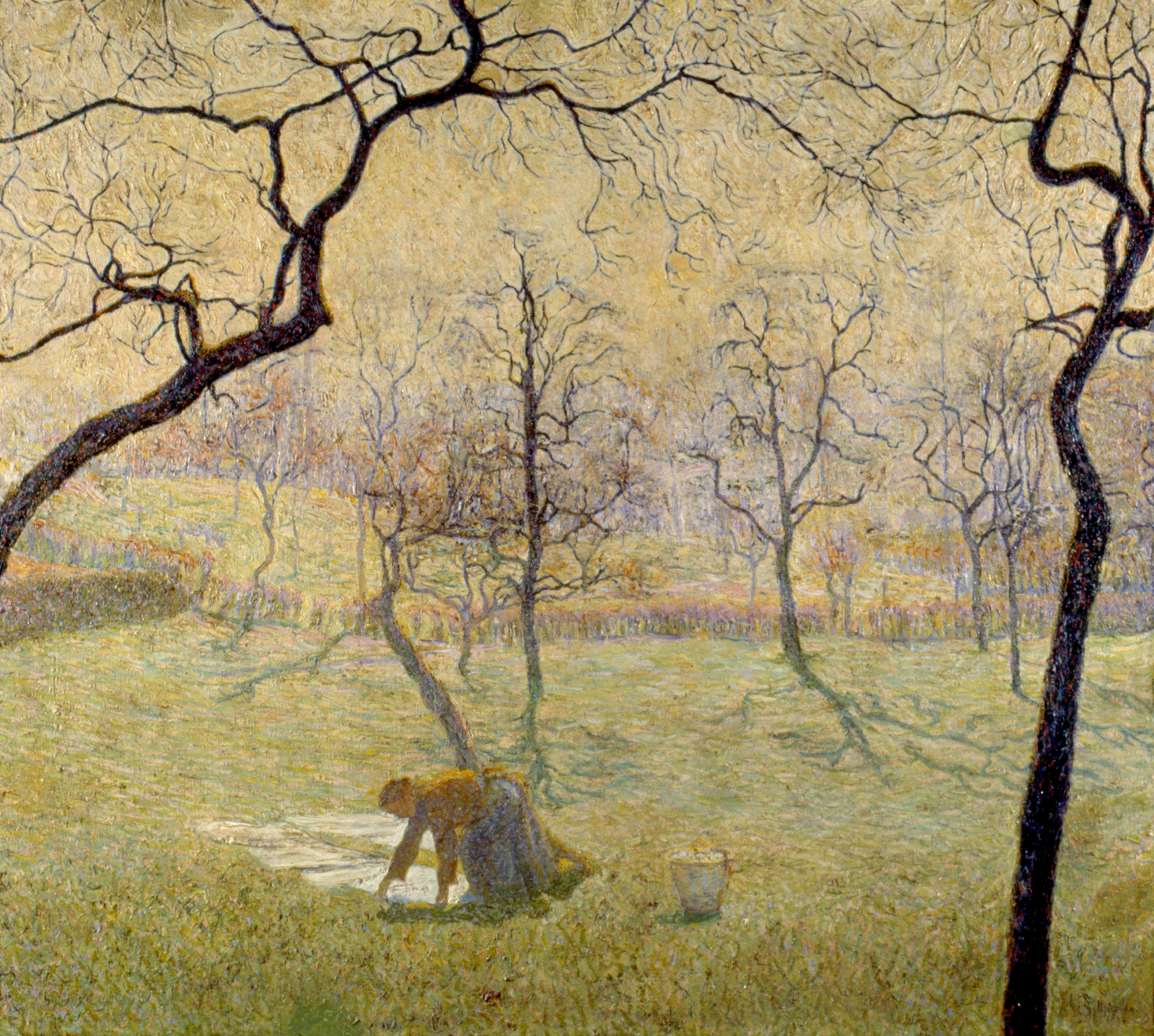
(1894)
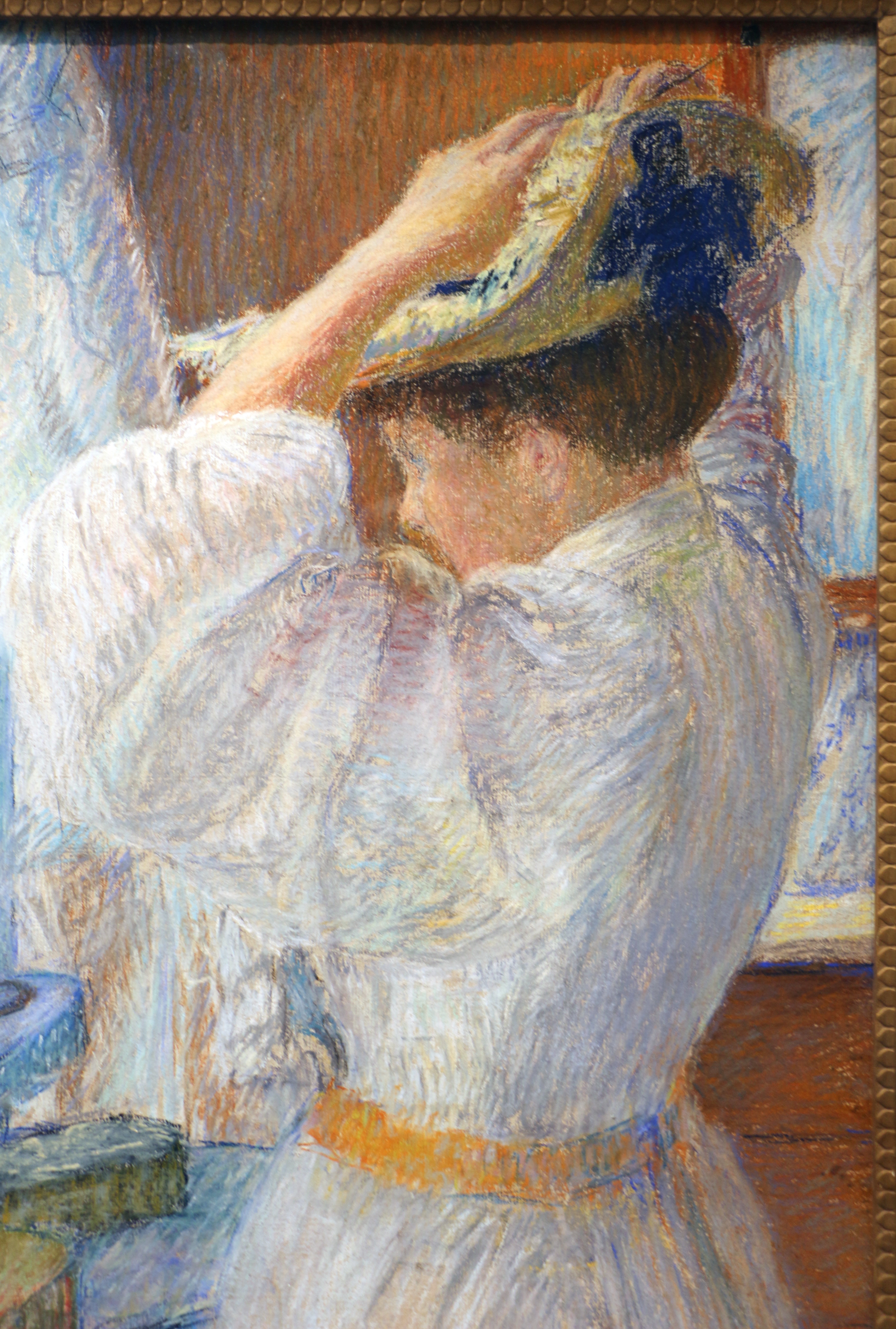
帽子をかぶる女性(1901/1902)
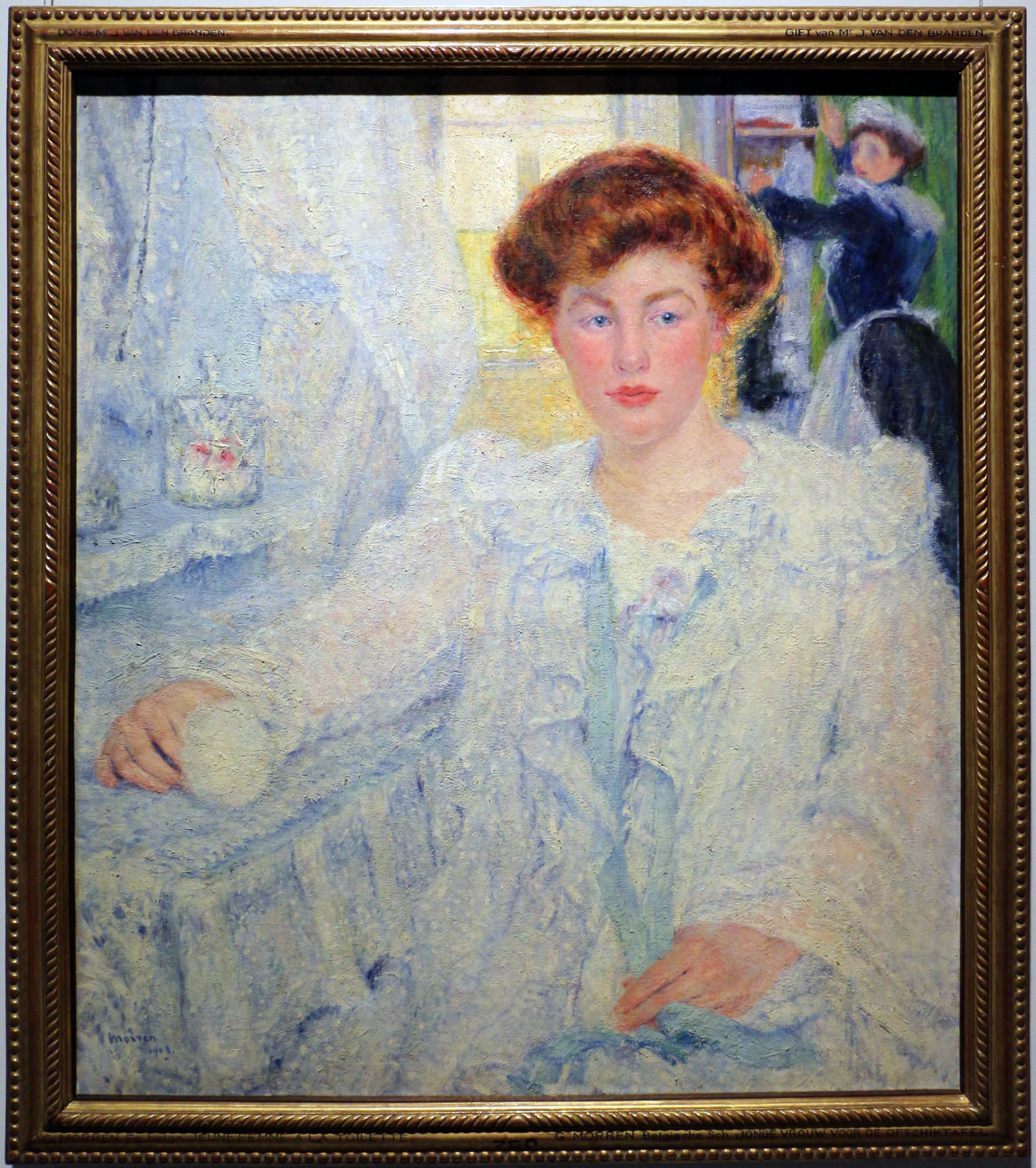
「おしゃれした少女」 (1903)
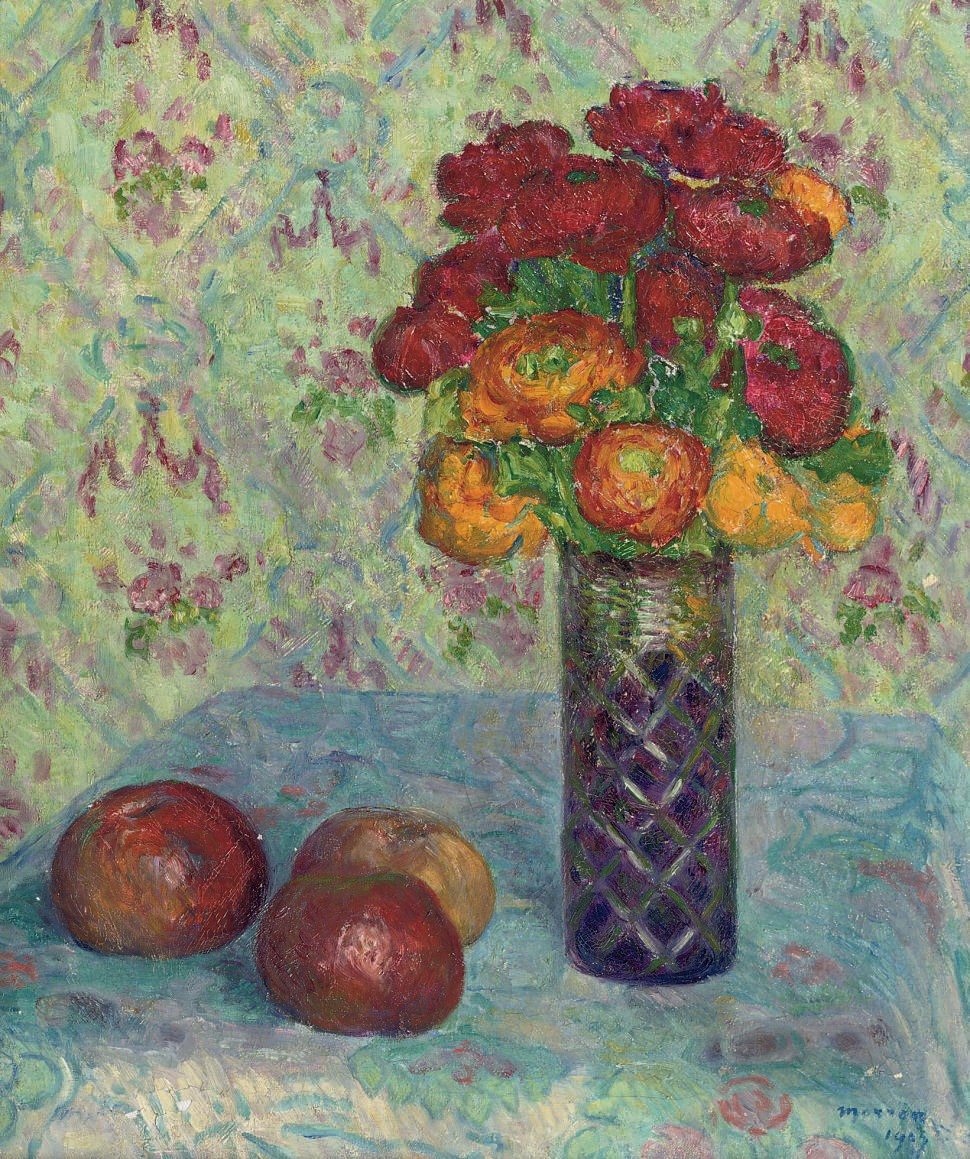
(1907)